# Неформално учење
Неформално учење укључује различите структурисане ситуације учења које немају ниво наставног плана и програма, акредитације и сертификовања који су повезани са „формалним образовањем“, али имају више структуре од оних повезаних са „информалним учењем“, која се обично одвијају природно и спонтано као део других активности. Неформално учење, заједно са формалним и информалним, формира три стила учења које је дефинисано и подржано од стране ОЕЦД-а.
Примери неформалног учења су часови пливања за малу децу, спортски или фитнес програми, професионални семинари конференцијског типа или континуирано стручно усавршавање. Циљеви ученика могу бити повећање вештина и знања, као и добијање емоционалне награде повезане са љубављу према предмету или повећаном страшћу за учењем

## Историја
Дебата о релативној вредности формалног и неформалног учења постоји већ дужи низ година. Традиционално формално учење се одвија у школи или на универзитету и њему се приписује већа вредност од неформалног учења, попут учења на радном месту. Kонцепт формалног учења као друштвено-културно прихваћене норме за учење први су оспорили Скрибнер и Кол 1973. који су тврдили да се већина ствари у животу боље учи кроз неформалне процесе, наводећи учење језика као пример. Штавише, антрополози су приметили да се сложено учење и даље одвија у домородачким заједницама које нису имале формалне образовне установе.
Неформално учење је стицање новог знања које се дешава у свакодневном животу и није у потпуности било вредновано и схваћено. То је довело до декларације стратегије о "доживотном учењу за све" од стране министара образовања ОЕЦД-а 1996. године. То укључује 24 земље са пет континената, које су тежиле да разјасне и потврде све облике учења укључујући формално, неформално и информално. Ово је у сарадњи са Европском унијом која је такође развила политике за целоживотно учење које се снажно фокусирају на потребу идентификовања, процене и потврђивања неформалног и информалног учења, посебно на радном месту.
Државе које у систему образовања препознају неформално учење
| Аустрија        | Данска   | Италија      | Јужноафричка република |
| Аустралија      | Немачка  | Јужна Кореја | Шпанија                |
| Белгија         | Грчка    | Малта        | Словенија              |
| Канада          | Мађарска | Мексико      | Швајцарска             |
| Чиле            | Исланд   | Холандија    | Уједињено Краљевство   |
| Чешка република | Ирска    | Норвешка     | Хрватска               |

## Карактеристике
1. Учење се може одвијати на различитим местима;
2. Релевантност за потребе угрожених група;
3. Забринутост са одређеним категоријама људи;
4. Фокус на јасно дефинисани циљ;
5. Флексибилност у организацији и методама[9]

## Циљеви
- Омогућава функционалну писменост и континуирано образовање одраслима и младима који нису имали формално образовање или нису завршили основно образовање.
- Омогућава функционално и корективно образовање младима који нису завршили средњошколско образовање.
- Омогућава образовање различитим категоријама матураната како би се побољшала основна знања и вештине.
- Омогућава стручно оспособљавање на радном месту, радно и професионално усавршавање различитим категоријама радника и професионалаца како би побољшали своје вештине.
- Омогућава пунолетним грађанима различитих делова земље неопходно естетско, културно и грађанско образовање за јавно просвећивање[9].

## Формално и информално учење
Иако се све дефиниције могу побијати (види доле), овај чланак се односи на тврдње Европског центра за развој стручног оспособљавања (Цедефоп) из 2001. о „целоживотном учењу: формално, неформално и информално учење“ као смернице за различите дефиниције.
Формално учење: учење које обично пружа установа за образовање или обуку, структурисано (у смислу циљева учења, времена учења или подршке за учење) и води према сертификацији. Формално учење из перспективе ученика је намерно
Информално учење: учење које произилази из свакодневних животних активности везаних за посао, породицу или слободно време. Није структурисано (у смислу циљева учења, времена учења или подршке учења) и обично не доводи до сертификације. Информално учење може бити намерно, али у већини случајева није намерно - случајно је.
Неформално учење: видети дефиницију горе.

## Оспоравање концепта неформалног учења
Ако не постоји јасна разлика између формалног и информалног учења, где је онда могуће ставити неформално учење. То је спорно питање са бројним дефиницијама. Следе неке од актуелних теорија.
"Тешко је направити јасну разлику између формалног и информалног учења, јер често постоји укрштање између та два појма.
Слично томе, Хоткинсон и сарадници закључују након обимне анализе литературе о темама формалног, неформалног и информалног учења, да су „појмови неформално и информално изгледали заменљиво, а сваки се пре свега дефинисао у супротности са доминантним формалним образовним системом и углавном индивидуалистичке концептуализације учења развијене у вези са таквим образовним контекстиа” Штавише, он каже да је „важно не гледати на неформалне и формалне делове као на одвојене целине, чекајући да на неки начин буду интегрисани. То је доминантно гледиште у литератури и погрешно је. Дакле, није изазов некако комбиновати неформално и формално учење, јер су неформални и формални делови присутни и међусобно повезани, без обзира хоћемо ли ми тако или не. Изазов је препознати их и разумети повезаности међу њима. Из тог разлога, концепт неформалног учења, барем када се посматра као средње стање између формалног и неформалног, је сувишан.
Еротова класификација учења на формално и неформално:
Ова класификација уклања информално учење из поделе и наводи да је свако учење изван формалног учења неформално. Ерот изједначава неформално учење са конотацијама облачења, језика или понашања које немају везе са учењем. Ерот дефинише формално учење као дешавања у оквиру учења у учионици или образовној институцији, са одређеним учитељем или тренером; са доделом квалификације или сертификације; са екстерном спецификацијом резултата. Било које учење које се одвија изван ових параметара је неформално.
Ливингстонова подела на формално и информално образовање, неформално учење и информално учење:
Ово се фокусира на идеју неформалног образовања одраслих. Овај нови начин „информалног образовања“ је када наставници или ментори усмеравају ученике без навођења структурисаних исхода учења. Овим учењем у оквиру информалног образовања стиче се знање без наметаног оквира, попут учења нових радних вештина
Билет у својим радовима наводи да не постоји информално учење:
Билетова дефиниција каже да не постоје неформално и информално учење. Наводи да све људске активности резултују учењем и да све што људи чине укључује процес учења. Погрешно је рећи да се читав процес учења одвија унутар друштвених организација или заједница које имају формализоване структуре. Штавише, он каже да се већина учења у животу одвија изван формалног образовања

## Конституисање неформалног учења
Недавно су многе међународне организације и државе чланице УНЕСКО-а нагласиле важност учења које се одвија изван формалних система учења. Овај нагласак довео је до тога да је УНЕСКО, преко Института за целоживотно учење (УИЛ), у 2012. години усвојио међународне смернице за признавање, потврђивање и акредитацију резултата неформалног и информалног учења. То наглашавање је такође довело до све већег броја политика и програма у многим државама чланицама и постепеног преласка са пилот-програма на велике системе попут оних у Португалу, Француској, Аустралији, Маурицијусу и Јужној Африци.
Европски центар за развој стручног оспособљавања је креирао европске смернице како би потврдио широк спектар искустава у учењу, помажући тако транспарентност и упоредивост преко својих националних граница. Широки оквир за постизање овог сертификовања неформалног и информалног учења описан је у Цедефоп европским смерницама за валидацију неформалног и информално учење: Путеви од учења до сертификације

## Флексибилно/партиципативно школовање
Неформално образовање популарно је на светском нивоу и у „западним” и „земљама у развоју”. Неформално образовање може формирати матрицу са формалним и неформалним образовањем, јер неформално образовање може означавати било који облик систематског учења који се спроводи изван формалног окружења. Многи курсеви везани за неформално образовање уведени су на неколико универзитета у западним земљама и земљама у развоју.
Унеско-ов институт за образовање одржао је семинар о неформалном образовању у Мароку. Асоцијација за развој образовања у Африци покренула је многе програме неформалног образовања у најмање 15 земаља Подсахарске Африке. 2001. године Светска банка је одржала међународни семинар о основном образовању у неформалним програмима.
Извештај о професионалном образовању - „Чинећи учење видљивим”: идентификација, процена и признавање неформалног учења у Европи дефинише неформално учење као полуструктурисано, а састоји се од планираних и експлицитних приступа учењу уведених у радне организације и на другим местима, која нису призната у формалном систему образовања и оспособљавања.

## Типови
- Рад у заједници, који је посебно распрострањен у Шкотској, подстиче посвећеност људи својим суседима и подстиче учешће у локалним демократским облицима организације и њихов развој.
- Омладински рад који је фокусиран на то да људи постану активнији у друштву.
- Социјални рад који помаже младим људима у домовима да развију начине за решавање сложених ситуација као што су неговање плодних односа између родитеља и деце итд.
- У Француској и Италији анимација у одређеном облику представља врсту неформалног образовања. Користе се позориште и глума као средства самоизражавања са различитим групама заједнице за децу и људе са посебним потребама. Ова врста неформалног образовања помаже у осигуравању активног учешћа и учи људе да управљају заједницом у којој живе.
- Омладинске и друштвене организације младима дају прилику да открију, анализирају и разумеју вредности и њихове импликације и граде скуп вредности које ће их водити кроз живот. Они воде радне кампове и састанке, регрутују волонтере, раде администрацију банковних рачуна, дају савете итд. како би се бавили друштвеним променама.[20]

## Важност и предности
Образовање игра важну улогу у развоју. Програми ван школе су важни како би се пружила могућност прилагодљивог учења и стицања нових вештина и знања великом проценту људи који су ван досега формалног образовања. Неформално образовање почело је да добија популарност крајем 1960-их и почетком 1970-их. Данас се неформално образовање посматра као концепт периодичног и целоживотног учења.
Неформално образовање је популарно међу одраслим особама, посебно јер повећава учешће жена у приватним и јавним активностима, нпр. у одлучивању везаном за управљање кућом, у активном учествовању у пословима заједнице и пословима важним за национални развој. Ови програми описмењавања имају драматичан утицај на самопоштовање жена, јер ослобађају њихов потенцијал у економској, социјалној, културној и политичкој сфери.
Према УНЕСКО-у, неформално образовање помаже да се осигура једнак приступ образовању, искорени неписменост жена и побољша приступ жена стручном оспособљавању, науци, технологији и континуираном образовању. Такође подстиче развој недискриминишућег образовања и обуке. Ефикасност таквих програма описмењавања и неформалног образовања подупире учешће породице, заједнице и родитеља.
Формални образовни систем је неадекватан за ефикасно испуњавање потреба појединаца и друштва. Потреба да се све већем броју људи, посебно у земљама у развоју, пружи савременије, дуже и боље образовање на свим нивоима доводи до слабог успеха постојећих формалних образовних система што указује на потребу развоја алтернатива формалном учењу.
Чврста структура формалних школа, углавном због већег фокуса на правила и прописе него на стварне потребе ученика, нуди наставни план и програм који се удаљава од појединца и друштва, много више бавећи се извођењем програма него постизањем корисних циљева. Ово захтева неформално образовање које полази од основне потребе ученика, и које се бави утврђивањем стратегија које су компатибилне са стварношћу
Неформално учење је корисно на више начина. Постоје активности које охрабрују младе да одаберу сопствени програм и пројекте који су важни јер младима нуде флексибилност и слободу да истражују своја нова интересовања. Када млади могу да бирају активности у којима могу учествовати, они имају могућности да развију и додатне вештине попут вештине одлучивања.
Неформално учење има искуствене активности учења које подстичу развој вештина и знања. Ово помаже у изградњи самопоуздања и способности међу младима. Такође помаже у развоју личних односа не само међу младима него и међу одраслима. Помаже у развијању међуљудских вештина код младих док уче како да комуницирају с вршњацима изван разреда и са одраслима у заједници.